# La storia di Qiu Ju
La storia di Qiu Ju (秋菊打官司S, Qiū Jú dǎ guān sīP) è un film del 1992 diretto da Zhāng Yìmóu.
La pellicola che ha per protagonista Gong Li, vincitrice del Leone d'oro al miglior film e della Coppa Volpi per la migliore interpretazione femminile alla 49ª Mostra internazionale d'arte cinematografica di Venezia.

## Trama
Qui Ju, moglie di un contadino che ha ricevuto un calcio nei testicoli dal capo villaggio, è decisa a tutti i costi a ottenere giustizia: nonostante sia incinta sopporta ripetuti viaggi anche fino a Pechino e affronta i labirinti della burocrazia per correggere una sentenza (sostanzialmente assolutoria) che non ritiene equa. Quando arriverà la giustizia, sarà troppo tardi e lascerà insoddisfatta anche lei.

## Produzione
Al suo primo film di ambientazione contemporanea, Zhang Yimou si tiene in bilico tra l'allegoria sociale, la fiaba e il documentario (molte sono le riprese girate con cinepresa nascosta a Pechino) e sembra cedere alle insistenze contenutistiche del potere politico per far passare ai margini discorsi che gli sono più congeniali: la centralità sociale della donna, che la rivoluzione cinese non ha saputo mettere in pratica; l'opposizione campagna/città a tutto vantaggio della prima, ancora luogo di solidarietà e comprensione contro gli imbrogli e la furbizia cittadina; e soprattutto la disperata mancanza di fiducia verso la legge, ingiusta quando cerca di risolvere tutto con il compromesso ma anche quando vuole essere esemplare.

## Riconoscimenti
- 1992 - Festival del Cinema di Venezia
  - Leone d'oro
  - Premio OCIC  - Menzione d'onore
  - Coppa Volpi per la migliore interpretazione femminile a Gong Li
- 1992 - Vancouver International Film Festival
  - miglior film
- 1992 - Changchun Film Festival
  - Golden Deer
- 1993 - Golden Rooster Awards
  - migliore attrice - Gong Li
  - miglior film
- 1993 - Hundred Flowers Awards
  - miglior film
- 1993 - French Syndicate of Cinema Critics
  - Premio della critica — miglior film straniero, Zhang Yimou
- 1994 - Independent Spirit Awards
  - Premio per il miglior film straniero - Zhang Yimou